# اسدآباد علیا (سلسله)
اسدآباد علیا روستایی از توابع بخش فیروزآباد شهرستان سلسله در استان لرستان ایران است.

## جمعیت
این روستا در دهستان فیروزآباد قرار دارد و بر اساس سرشماری مرکز آمار ایران در سال ۱۳۹۵ جمعیت آن ۴۵ نفر بوده که ۲۸ نفر مرد و ۱۷ نفر زن بوده اند. اسدآباد علیا دارای ۱۱ خانوار می باشد.